# Cœurs de vingt ans
Pour plus de détails, voir Fiche technique et Distribution.
Cœurs de vingt ans (titre original : Oh Boy!) est un film américain réalisé par Albert Capellani, sorti en 1919.

## Fiche technique
- Titre original : Oh Boy!
- Titre français : Cœurs de vingt ans
- Réalisation : Albert Capellani
- Scénario : Albert Capellani d'après le livre de Guy Bolton et P. G. Wodehouse
- Photographie : Lucien Andriot
- Pays d'origine : États-Unis
- Format : Noir et blanc - 1,33:1 - Film muet
- Genre : comédie
- Date de sortie : 1919

## Distribution
- June Caprice : Lou Ellen Carter
- Creighton Hale : George Budd
- Zena Keefe : Jackie Sampson
- Flora Finch : Miss Penelope Budd

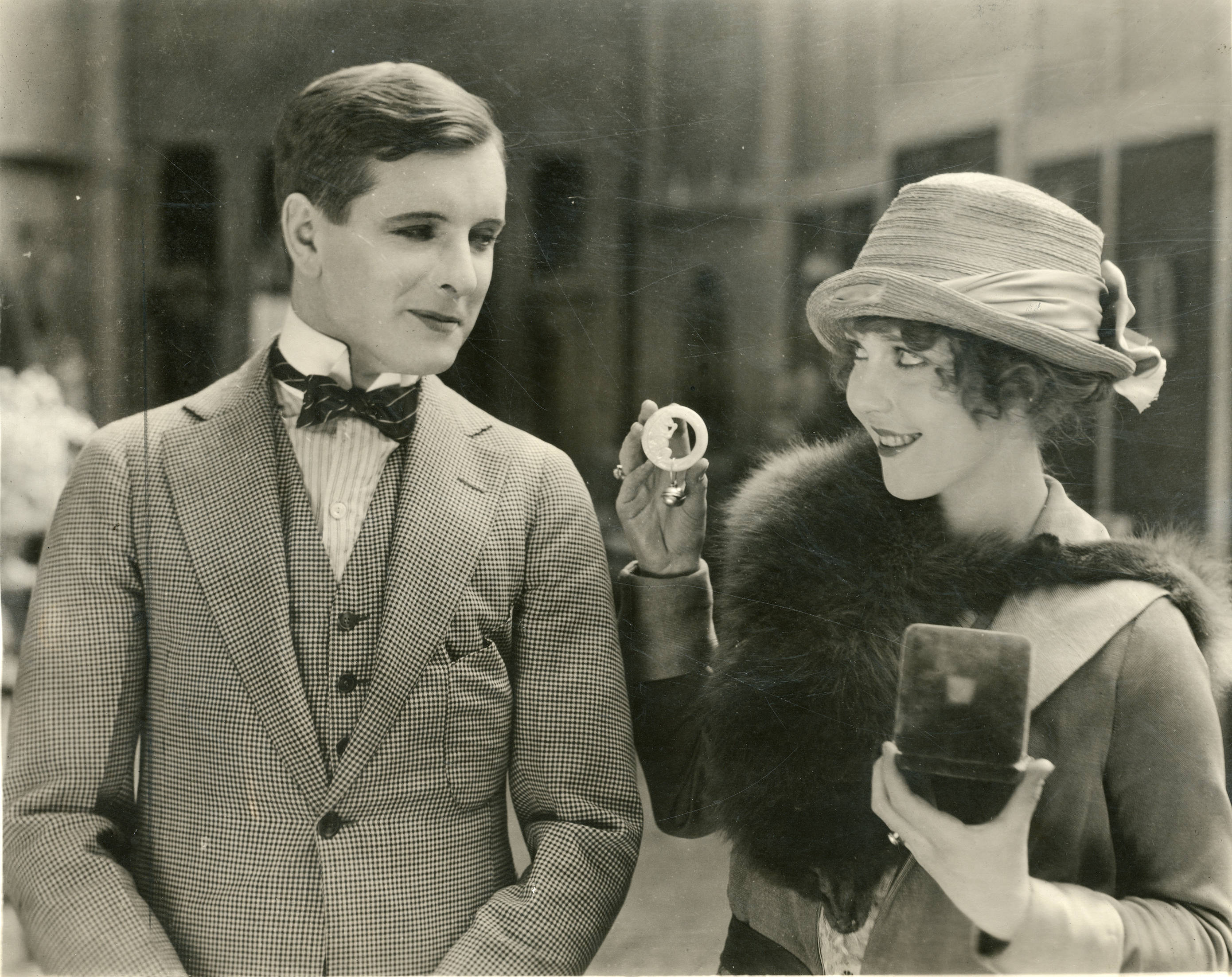
Creighton Hale et June Caprice dans une scène du film.

- Maurice Bennett Flynn : Lefty Flynn
- Ben Taggart (en) : Charles Hartley
- Albert Capellani : Chef d'orchestre